# Marendadisc
Marendadisc és un col·lectiu artístic fundat per Raph Dumas i Manuel Pérez el 2004. Ha promogut una gran quantitat de gèneres musicals amb la contribució d'artistes internacionals, ja sigui com a segell discogràfic o com a organitzador d'un gran nombre de festes, espectacles; festivals i exposicions.
Implantat al litoral rossellonès, a la frontera entre l'Estat francès i l'Estat espanyol, Marendadisc ha proposat moltes festes 'clubbing' a establiments com Le Rachdingue (Vilajuïga), Le Batofar (París), Elmediator (Perpinyà), Premier (Barcelona) etc, però també esdeveniments públics com Marendabeach (Polilles i Port Leucata), Tilt 4 Kids (Teatre de l'Arxipèlag, Perpinyà), Jazzcotech Weekender (Casa Musicale, Perpinyà)...
Pel que fa als segells, Marendadisc i les seves subdivisions Lace i Enjoy Recordings han publicat desenes de referències en tota mena de suports (CD, Vinil, digital) àmpliament distribuïdes al món. Algunes d'elles han acabat amb llicències a grans discogràfiques com Pschent / Hotel Costes, EMI, Universal o Wagram; Diverses produccions musicals han pres forma a l'estudi Marendadisc, que ha rebut artistes molt talentosos com The Limiñanas, Pascal Comelade, Nilco o Renaud Papillon Paravel.